# Антон Богданович де Бальмен
Антон Богданович де Бальмен (1741 — 15(4) жовтня 1790) — граф, російський військовик, генерал-поручик (з 1780). 

## Життєпис
Син командира 2-го Московського піхотного полку Богдана де Бальмена, полеглого в російсько-шведській війні 1741. Приписаний 1751 до гвардії, 1758 — офіцер, 1762 — ад'ютант гетьмана Кирила Розумовського. Від зими 1768/69 — полковник, командир Ростовського карабінерного полку. Брав участь у російсько-турецькій війні 1768—1774, в облозі й штурмі фортеці Бендери, подоланні Перекопської лінії, здобутті Кафи. 1774 — генерал-майор, переведений до армії на теренах сучасної України. 1775 — учасник руйнування Запорозької Січі. 1776—1783 командував експедиційним загоном у Криму, домагався приєднання Кримського ханства до Російської імперії, прийняв зречення останнього хана Шагін-Гірея. Був нагороджений орденами святої Анни 1-го ступеня та святого Олександра Невського.
З осені 1783 — начальник дивізії в Херсоні, від 1784 — директор сухопутного шляхетського корпусу в Санкт-Петербурзі, орловський і курський генерал-губернатор. Учасник російсько-турецької війни 1787—1791. Від 1789 — у діючій армії на Дністрі, 1790 командував російським військом на Кавказі.
Помер у Георгієвську.